# Metagovea disparunguis
Metagovea disparunguis is een hooiwagen uit de familie Neogoveidae.